# Fator de crescimento fibroblástico 23
O fator de crescimento fibroblástico 23 ou FGF 23 (do inglês fibroblast growth factor 23), é um hormônio produzido pelo osso, mais especificamente pelas células do tecido ósseo chamadas osteoblastos e osteócitos. Tem como funções aumentar a excreção de fósforo pelos rins e inibir a forma ativa da vitamina D (calcitriol), protegendo contra o excesso de vitamina D e evitando a retenção de fósforo no organismo, conhecida como hiperfosfatemia.